# Народно читалище „Васил Петлешков – 1874“
Народно читалище „Васил Петлешков – 1874“ е читалище в Брацигово. Основано е като читалище „Трендафил“ на 25 декември 1874 г. от Васил Петлешков.

## История
Първият председател и най-голям дарител на читалището е Васил Петлешков. В него се пеят революционни песни, играят се пиеси, четат се вестници и се коментира Априлското въстание, както и мястото, където заседава местния революционен комитет, Ана Гиздова шие знамето на въстанието. Избата на читалището се превръща в склад за храна и оръжие. Читалищните дейци са в първите редици на въстанието. През първите 23 години от създаването му името на читалището многократно е променяно. През 1897 г. е преименувано на „Будилник“ и остава с него в продължение на 54 години. В чест на 75-годишнината от избухването на Априлското въстание, чествано през 1951 г., името му е променено на Васил Петлешков. През 1956 г. в него се провежда Първият национален преглед на читалищата, организиран по случай 100-годинишнината от основаването на първите читалища.
На 31 декември 1956 г. е открита новопостроената сграда на читалището от министъра на вътрешните работи Георги Цанков. Автори на проекта са арх. Желязко Стойков и арх. Владимир Рангелов, конструктор е инж. Емил Попов, а строежът на сградата започва през 1954 г. Кулоарите на читалището са с оригинални мозайки, а стенописите са дело на художника Иван Милчев.

## Дейности
Към читалището действат: състав за народни танци „Брациговче“, група за стари градски песни, клуб по художествено слово, клуб „Млад природозащитник“, школа по пиано, група по народни танци за възрастни.
Голямата театрална зала на читалището разполага с 404 места. Камерната зала е със 150 места, репетиционни, гримьорни, библиотека с три отдела – детски, справочен и художествен. Като застроена плащ сградата на читалището заема 1700 m2 и обем от 12 000 m3.